# Dee Jay
Dee Jay (DJ, De Jota en algunas traducciones y doblajes al español) es un personaje de la serie de videojuegos Street Fighter. Es un joven luchador de kickboxing, conocido como “El Cometa Sureño”. En su estilo de lucha mezcla este arte marcial con el reggae y alguna que otra pincelada de Full Contact.

## Historia
Nunca pensó que podría ser tan bueno en el campo de la lucha como en el de la música, cosa que se le da bastante bien. Una noche actuando en un club, un extraño accidente ocurrió con el equipo de sonido, creándose una onda expansiva bastante demoledora. Tras lo ocurrido Dee Jay se entrenó durante todo un año para poder reproducir con sus puños una onda sonora de similares características. Tras conseguirlo, la bautizó como "Max Out" y se sintió preparado para entrar en el torneo de Street Fighter y escalar en el ranking de los primeros puestos.

### Street Fighter Alpha 3
En su historia en el juego, Dee Jay viaja por el mundo buscando nuevos retos. Durante el viaje derrota a Adon quien jura venganza. Finalmente se encuentra con su verdadero objetivo: Sagat, el "emperador" de Muay Thai. Sagat, ahora caído en desgracia, es derrotado por Dee Jay. Debido a esto, Bison se interesa por Dee Jay y le ofrece un puesto en Shadaloo, sin embargo Dee Jay se niega. Este rechazo provoca que Bison trate de matarlo, pero Dee Jay consigue derrotarle. (oficialmente esta historia es no canónica con la oficial)
En su Ending, mientras Dee Jay, inspirado por sus batallas, tararea una melodía nueva mientras paseaba por la calle, llama la atención de un productor de música Jamaiquina llamado Bob, quien le ofrece un contrato a lo que Dee Jay acepta casi de inmediato.

### Super Street Fighter 2
Dee Jay, convertido ahora en una gran sensación en el mundo de la música, entra en el torneo para encontrar algún ritmo nuevo para su próximo álbum. A pesar de que se desconoce cómo ha sido su actuación en el mismo, encuentra con el ritmo que buscaba, y su nuevo disco consigue ser todo un éxito.

### Super Street Fighter 4
En esta entrega posee una rivalidad con Rufus, aparentemente porque Rufus tiene un ritmo único en su voz y su cuerpo. Él es uno de los pocos que derrota a Seth o más bien a uno de los Seths.

## Trivia
- Dee Jay fue el único de los cuatro nuevos personajes de Super Street Fighter 2 que fue diseñado por Capcom America. Su creador, James Goddard, se inspiró en el luchador Billy Blanks.

- Originalmente en los pantalones de Dee Jay iba estar escrita la palabra "MANTIS" pero debido a que al pasar su sprite del lado derecho al lado izquierdo haría que la palabra se presentara de una manera extraña, finalmente se cambió a "MAXIMUM".

## Apariciones
- Super Street Fighter II
- Super Street Fighter II Turbo
- Street Fighter: The Movie
- Street Fighter II: The Interactive Movie
- Street Fighter Alpha 3
- Hyper Street Fighter II
- Super Street Fighter IV
- Street Fighter IV Volt Battle Protocol (Version Iphone)[2][3]